# Лонг, Маргерит
Маргери́т Лонг, также Маргарита Лонг, настоящее имя Мария-Шарлотта Лонг (фр. Marguerite Long, 13 ноября 1874 года, Ним — 13 февраля 1966 года, Париж) — французская пианистка и педагог.

## Жизнь и творчество
Маргерит Лонг была ученицей Антуана Франсуа Мармонтеля и, в Парижской консерватории — Анри Фиссо. С 1906 по 1940 годы она сама преподаёт в этой консерватории, с 1921 года также в парижской музыкальной школе. Среди её учеников следует назвать таких мастеров как Филипп Энтремон, Ингрид Хеблер, Жак Феврие, Самсон Франсуа. В 1942 году Лонг, совместно с Жаком Тибо, открыла в Париже собственную музыкальную школу. В 1943 совместно с Тибо организовала международный Конкурс имени Лонг и Тибо для пианистов и скрипачей.
Лонг концертировала по всему миру на протяжении более чем полувека. В апреле 1955 года гастролировала в СССР, с оркестром под управлением К. П. Кондрашина исполнив фортепианный концерт Мориса Равеля, посвящённый ей и впервые исполненный ею же в 1932-м. Дружеские отношения связывали Лонг не только с Равелем, но и с Клодом Дебюсси, Габриэлем Форе, другими ведущими композиторами Франции.

## Сочинения
- Le Piano. 1959
- Au piano avec Debussy. 1960
- La Petite Méthode de piano. 1963
- Au piano avec Fauré. 1963
- Au piano avec Ravel. 1971